# Линия Хадсона-Стэли
Линия Хадсона-Стэли (англ. Hudson-Stahli line) — слой отложений железа в эпителии роговицы, расположенный горизонтально примерно на 1/3 роговичной высоты.:321 Размеры — около 0,5 мм в ширину и 1—2 мм в длину. Отмечается у здоровых людей после 50 лет, к 70 годам может несколько стушеваться. Линия Хадсона-Стэли не связана с какой-либо патологией и, по данным одного исследования, может зависеть от скорости слезовыделения.